# Meunasah Lancok
Meunasah Lancok is een bestuurslaag in het regentschap Bireuen van de provincie Atjeh, Indonesië. Meunasah Lancok telt 105 inwoners (volkstelling 2010).